# Biblioteki w Krakowie
Poniżej znajduje się  lista bibliotek w Krakowie:
| Zdjęcie | Nazwa                                                                                                 | Data powstania | Strona www |
| ------- | --- | -------------- | ---------- |
|         | Wojewódzka Biblioteka Publiczna                                                                       | 1758           |            |
|         | Biblioteka Kraków (powstała w wyniku połączenia czterech samodzielnych dzielnicowych sieci bibliotek) | 2017           |            |
|         | – Śródmiejska Biblioteka Publiczna                                                                    | 1994           |            |
|         | – Podgórska Biblioteka Publiczna                                                                      | 1975           |            |
|         | – Nowohucka Biblioteka Publiczna                                                                      | 1995           |            |
|         | – Krowoderska Biblioteka Publiczna                                                                    | 1980           |            |
|         | Biblioteka Ośrodka Kultury im. C. K. Norwida                                                          | 1950           |            |
|         | Biblioteka Ekologiczna – Regionalnego Ośrodka Edukacji Ekologicznej w Krakowie                        | 1993           |            |

## Biblioteki naukowe w Krakowie
| Zdjęcie | Nazwa                                                                                 | Data powstania | Strona www |
| ------- | ------------------------------------------------------------------------------------- | -------------- | ---------- |
|         | Biblioteka Jagiellońska                                                               |                |            |
|         | Biblioteka Książąt Czartoryskich                                                      |                |            |
|         | Biblioteka Główna AST                                                                 |                |            |
|         | Biblioteka Uniwersytetu Ekonomicznego w Krakowie                                      |                |            |
|         | Biblioteka Główna Akademii Sztuk Pięknych                                             |                |            |
|         | Biblioteka Medyczna Collegium Medicum UJ                                              |                |            |
|         | Biblioteka Główna AGH im. Stanisława Staszica                                         |                |            |
|         | Biblioteka Główna Uniwersytetu Papieskiego Jana Pawła II w Krakowie                   |                |            |
|         | Biblioteka Główna Uniwersytetu Rolniczego im. H. Kołłątaja                            |                |            |
|         | Biblioteka Główna Politechniki Krakowskiej im. Tadeusza Kościuszki                    |                |            |
|         | Pedagogiczna Biblioteka Wojewódzka im. Hugona Kołłątaja w Krakowie                    |                |            |
|         | Biblioteka Główna Uniwersytetu Komisji Edukacji Narodowej w Krakowie                  |                |            |
|         | Biblioteka Główna Akademii Wychowania Fizycznego im. Bronisława Czecha w Krakowie     |                |            |
|         | Biblioteka Naukowa Polskiej Akademii Umiejętności i Polskiej Akademii Nauk w Krakowie |                |            |
|         | Biblioteka Polsko-Amerykańskiego Instytutu Pediatrii w Krakowie                       |                |            |
|         | Biblioteka Instytutu Botaniki w Krakowie                                              |                |            |